# Puhlstein
Der Puhlstein – alternativ Buhlstein oder Buhlsteine genannt – ist ein 447,6 m ü. NHN gelegener Berg und zugleich eine Felsformation im Pfälzerwald.

## Geographie

### Lage
Die Westflanke gehört zur Ortsgemeinde Busenberg, die Nordostflanke zu Oberschlettenbach und die Südostflanke zu Vorderweidenthal. Somit verläuft über den Berg die Grenze zwischen den Landkreisen Südwestpfalz und Südliche Weinstraße. Nördlich schließt sich der Löffelsberg an.

### Naturräumliche Zuordnung
1. Großregion 1. Ordnung: Schichtstufenland beiderseits des Oberrheingrabens
2. Großregion 2. Ordnung: Pfälzisch-saarländisches Schichtstufenland
3. Großregion 3. Ordnung: Pfälzerwald
4. Region 4. Ordnung (Haupteinheit): Wasgau
5. Region 5. Ordnung: Dahner Felsenland

## Natur und Beschaffenheit
Es handelt sich um einen prägnanten Kegelrückenberg. Er ist vollständig bewaldet, vorzugsweise in Form von Kiefern. Auf seinem Bergkamm befinden sich bizarre Felsformationen wie die Puhlsteinkette – alternativ Buhlstein oder Budelstein genannt –, die mehrere Aussichtspunkte beinhaltet und die als Naturdenkmal eingestuft ist. An seinem Südgipfel befindet sich der Puhlsteinpfeiler, der eine über 50 Meter hohe Felswand darstellt und die ein umfassendes Panorama bietet.

## Tourismus und Anbindung
Der Gipfel wie auch der Puhlsteinpfeiler sind für Wanderer erreichbar. Potentieller Ausgangspunkt stellt der Parkplatz „Hexenplätzel“ in Busenberg dar.